# Agence nationale de sécurité du médicament et des produits de santé
Ne pas confondre avec l'Anses, l'Agence nationale de sécurité sanitaire de l'alimentation, de l'environnement et du travail
L'Agence nationale de sécurité du médicament et des produits de santé (abrégé ANSM) est un établissement public français. Elle a pour mission principale d’évaluer les risques sanitaires présentés par les médicaments et produits de santé destinés à l'être humain. Elle est aussi l'autorité unique en matière de régulation des recherches biomédicales.

## Description
L'agence compte environ 1 000 salariés auxquels s'ajoutent 2 000 experts réguliers ou occasionnels. Son budget de plus de 150 millions d'euros provient pour l'essentiel des taxes et redevances prélevées sur l'activité de l'industrie pharmaceutique. Son fonctionnement et plus particulièrement son indépendance vis-à-vis des laboratoires pharmaceutiques font souvent l'objet de critiques.

## Historique
L’Agence du médicament est créée par la loi no 93-5 du 4 janvier 1993 et le décret no 93-265 du 8 mars 1993, à la suite notamment de l'affaire du sang contaminé. Elle est devenue opérationnelle en avril 1993, puis la structure et l’organisation de l’agence ont été approuvées par le gouvernement français le 2 septembre 1993.

## Missions
Elle est une des agences françaises de sécurité sanitaire ; elle est avec l’Agence nationale de sécurité sanitaire de l'alimentation, de l'environnement et du travail (Anses) et l’Agence nationale de santé publique (SpF), l’un des trois établissements publics de l’État dont la création résulte de la loi du 1er juillet 1998 relative à la veille sanitaire et la surveillance des produits destinés à l'être humain.
Elle garantit, au travers de ses missions de sécurité sanitaire, l'efficacité, la qualité et le bon usage de tous les produits de santé humaine.
Les missions de l’agence sont définies par la loi du 1er juillet 1998 (codifiée, en ce qui concerne l'Afssaps, aux articles L-5311-1 et suivants du code de la santé publique). Quatre missions principales peuvent être dégagées :
1. l’évaluation scientifique ;
2. le contrôle en laboratoire et le contrôle de la publicité ;
3. l’inspection sur sites ;
4. l'information des professionnels de santé et du public.

À l'origine, en tant qu'Agence du médicament, le champ de compétence de l'ANSM était celui des médicaments et des produits de transfusion, à l'exclusion du médicament vétérinaire et de la santé animale. Établissement public à caractère administratif, l'Agence du Médicament donnait par exemple les agréments aux établissements de transfusion sanguine et contrôlait ceux-ci via des inspecteurs assermentés. La mission de l'ANSM a été élargie aux matières premières, dispositifs médicaux, dispositifs médicaux de diagnostic in vitro, produits biologiques d'origine humaine (produits sanguins labiles, organes, tissus, cellules, produits de thérapie génique et de thérapie cellulaire), produits thérapeutiques annexes, produits cosmétiques. De plus, depuis 2008, elle est aussi chargée d'évaluer les médicaments sans ordonnance (dits « de prescription médicale facultative ») qui sont vendus en pharmacie mais non remboursés, souvent en vue d'un usage en automédication.
L'ANSM autorise et contrôle aussi l'usage, notamment à des fins de recherche scientifique, de substances dangereuses soumises au risque de détournement à des fins de bioterrorisme. Il s'agit de certains « micro-organismes et bactéries », dont la liste est fixée par arrêté, et qui comprennent actuellement, par exemple, le virus Ebola, le coronavirus responsable du SRAS, ou les bactéries Rickettsia prowazekii (typhus) ou Rickettsia rickettsii (provoquant la « fièvre pourprée des montagnes Rocheuses »). La gestion de ces autorisations, délivrées seulement après examen du casier judiciaire, est suivie par un fichier informatique, Sambiosec, maintenu par le département de toxicologie de l'Afssaps.
L'ANSM a aussi pour mission de contrôler la communication publicitaire ou non faite autour des produits de santé ainsi que de participer elle-même à des campagnes d'information dans le domaine de la santé. Sa mission de « contrôle de la publicité » l'amène à examiner le contenu des messages promotionnels des firmes pharmaceutiques destinés aux professionnels ou au grand public.
L’ANSM assure la gestion et l’évaluation des essais cliniques portant sur les produits de santé mais aussi, depuis 2008, des recherches biomédicales hors produits de santé. Elle s'assure en particulier que ces recherches ne mettent pas en danger les personnes qui s'y prêtent.

## Dénominations
L'Agence a changé plusieurs fois de nom depuis sa création. Elle se nomme Agence du médicament de 1993 à 1999. Elle devient l'Agence française de sécurité sanitaire des produits de santé (ou Afssaps) entre 1999 et 2012. Depuis 2012, elle a pris le nom d'Agence nationale de sécurité du médicament et des produits de santé (ANSM).

## Logo

Logo de l'Afssaps (1999-2012)
Logo de l'ANSM

## Direction
Directeur général
| Période             | Période            | Identité                                 | Fonction précédente                                                       | Observation |
| ------------------- | ------------------ | ---------------------------------------- | ------------------------------------------------------------------------- | ----------- |
| 1er mai 2012        | 1er septembre 2014 | Dominique Maraninchi                     |                                                                           |             |
| 1er septembre 2014, | 14 décembre 2020   | Dominique Martin                         |                                                                           |             |
| 14 décembre 2020,   | 15 juin 2024       | Christelle Ratignier-Carbonneil (d)      |                                                                           |             |
| 15 juin 2024        | 4 novembre 2024    | Alexandre de la Volpilière (par intérim) |                                                                           |             |
| 4 novembre 2024     | En cours           | Catherine Paugam-Burtz (d)               | directrice générale adjointe de l’Assistance Publique - Hôpitaux de Paris |             |

Présidente du conseil d'administration
Valérie Delahaye-Guillocheau (depuis le 24 décembre 2021).
Présidente du conseil scientifique
Professeur Ankri Joël (depuis le 8 janvier 2021)

## Controverse sur les conflits d'intérêts
(novembre 2019).
Dans leur ouvrage Santé, Mensonges et Propagande paru en 2004, les journalistes Thierry Souccar et Isabelle Robard dénoncent les conflits d'intérêts déclarés des membres de l'Afssaps. Sur 675 personnes siégeant dans cette organisation, près de 415 personnes (donc 62,4 %) déclarent avoir des intérêts dans l'industrie pharmaceutique, cosmétique ou autre. Pour les auteurs, cet organisme se retrouve guidé par des intérêts commerciaux au lieu d'être guidé par l'intérêt général.
En 2010, le rôle de l'Afssaps a aussi été critiqué dans l'affaire du Mediator, un antidiabétique utilisé comme coupe-faim dont les effets indésirables sérieux n'ont été reconnus que tardivement : le médicament s'est vu retirer son autorisation de mise sur le marché fin 2009, douze ans après l'interdiction des médicaments de cette classe thérapeutique aux États-Unis. En 2009 en Europe, seuls le Portugal, Chypre et la France autorisaient encore ce médicament.
Le 16 mars 2011, le député Bernard Debré et le directeur de l'Institut Necker, Philippe Even, remettent au président de la République française un rapport dans lequel ils dénoncent entre autres les conflits d'intérêts des experts de l'Afssaps et critiquent leurs compétences, ainsi que la lourdeur de l'organisme. Ils préconisent de remplacer les 3 500 experts de l'Afssaps par 40 professeurs des universités praticiens hospitaliers, indépendants de l'industrie pharmaceutique, de scinder l'agence en deux entités, l'une chargée de l'évaluation des médicaments, et l'autre de leur surveillance, et de comparer les nouvelles molécules à des médicaments existants plutôt qu'à des placebos.
Le 17 mars 2011, le récent directeur de l'Afssaps, Dominique Maraninchi, promet de rompre avec l'opacité passée, notamment en rendant accessibles en ligne les débats des experts de l'agence et d'en diffuser les vidéos, ainsi que de réévaluer plus souvent l'efficacité des traitements.
Depuis 2012, l'ANSM a mis en place un programme de contrôle interne visant à vérifier l'application des règles déontologiques dans les processus décisionnels de l'agence, en accord avec la loi no 2011-2012 du 29 décembre 2011 relative au renforcement de la sécurité sanitaire du médicament et des produits de santé.

## Scandales et polémiques
Novembre 2009 - Affaire du Mediator. Le benfluorex (Médiator) est un antidiabétique qui a été largement prescrit et utilisé comme coupe-faim. Il a été retiré du marché le 30 novembre 2009 à la suite de l'observation de cas d'atteintes valvulaires cardiaques. Le nombre de décès pourrait dépasser les 1500. Le fabricant, les Laboratoires Servier, sont poursuivis par le Parquet de Paris pour «  tromperie aggravée, escroquerie, blessures et homicides involontaires et trafic d'influence  ». L'ANSM est renvoyée devant le tribunal correctionnel pour «  blessures et homicides involontaires  ». Un dispositif d'indemnisation a été mis en place. Le 29 mars 2021, l’ANSM, jugée pour avoir tardé à suspendre la commercialisation du Médiator, est condamnée à 303 000 euros d’amende. Didier Tabuteau, directeur de l’Agence du médicament durant ces années, n’a jamais été inquiété.
Janvier 2016 - Essai clinique de Rennes. Lors d'un essai clinique validé par l'ANSM six hommes âgés de 28 à 49 ans sont victimes de troubles neurologiques graves entraînées par des lésions profondes dans le cerveau. L'un décédera. Ils participaient à un essai clinique de phase 1 réalisé par le centre de recherche privé Biotrial, agréé par le ministère de la Santé et inspecté à deux reprises au cours de visites de routine menées par l’Agence Nationale de Sécurité du Médicament. Dans le cadre de l'enquête, le Parquet de Paris perquisitionne le siège de l'ANSM en avril 2016.
Septembre 2016 - Depakine. Le principe actif de cet antiépileptique causerait des malformations fœtales chez les femmes enceintes et cet avertissement ne serait apparu sur les notices qu'en 2006. Or, les effets tératogènes (qui provoquent des malformations chez le fœtus) de la dépakine sont mentionnés dans la littérature scientifique depuis 1982. Catherine Hill, épidémiologiste à l’Institut Gustave Roussy, a analysé les données de l'APESAC, association des victimes de la Dépakine présidée par Marine Martin, lanceuse d'alerte sur l'affaire de la Dépakine, estimant à 2 826 le nombre d’enfants présentant des malformations, soit le même chiffre que celui de l’ANSM-Cnam. Le Parquet de Paris ouvre une enquête préliminaire en septembre 2015. En septembre 2016, une information judiciaire pour « tromperie aggravée » et « blessures involontaires » est lancée avec la nomination de deux juges d’instruction du pôle Santé. Depuis, le dossier est au point mort.
Octobre 2017 - Levothyrox. Cette hormone de synthèse est prescrite à 3 millions de patients, dont 80 % de femmes. Le traitement est quotidien et doit être pris à vie par les personnes ayant subi une ablation de la thyroïde. À la suite du changement d'un excipient de la formule, demandé par l'ANSM et réalisé par le fabricant Merck en février 2017, des milliers de personnes se sont plaintes d'effets secondaires. Une pétition pour revenir à l’ancienne formule du Levothyrox a recueilli plus de 200 000 signatures. En dépit de la polémique et des pétitions, le fabricant du Levothyrox a assuré au début du mois de septembre 2017 qu’il n’était « pas du tout question de revenir à l’ancienne formule », soutenu en cela par le Directeur Général de l’ANSM qui concédait seulement « un défaut d’information aux patients ». À la demande du ministre de la Santé, Madame Agnès Buzyn, l'ancienne formule est finalement de nouveau distribuée à partir du 2 octobre 2017 sous le nom d'Euthyrox. L'ANSM précise que ce médicament correspondant à l'ancienne formule devra « être prescrit exclusivement en dernier recours aux patients, en nombre limité, qui rencontrent des effets indésirables durables avec les autres spécialités ». Dans le cadre de l'enquête, le Parquet de Marseille perquisitionne le siège de l'ANSM en octobre 2017. En septembre 2018, l'ANSM utilise la loi du secret des affaires, promulguée le 30 juillet 2018, pour censurer partiellement le document d'autorisation de mise sur le marché du Levothyrox,. Depuis les données de l'étude de la bioéquivalence, des deux formules de Lévothyrox ont été mises en ligne sur le site de l'ANSM et réanalysées par des statisticiens.
La réanalyse, qui tient compte du fait que chaque volontaire a reçu successivement les deux formules, montre une grande variabilité entre les sujets quant à la biodisponibilité de chacune des formules.
Une action collective est ensuite lancé en septembre 2021 contre l'Agence. Elle est menée par l'avocat Christophe Lèguevaques, déjà à l'origine d'une autre action collective contre Merck, et lancée devant le tribunal de Montreuil (Seine-Saint-Denis).

## Données de santé, publications
Une liste de 77 médicaments surveillés a été publiée en 2011.
Mi-décembre 2014, l'Assurance maladie a déposé sur www.data.gouv.fr 112 jeux de données de santé open data, et certifiées, portant sur l’offre et la consommation de soins en France, afin d'améliorer la transparence de la prescription médicamenteuse, de la traçabilité des principes actifs et leur date de commercialisation.
En septembre 2018, l'ANSM empêche la transmission d'informations sur le Levothyrox à une association de victimes, au motif du secret des affaires.